# 山口浩勢
山口 浩勢（やまぐち こうせい、1991年8月19日 - ）は、日本の陸上競技選手、長距離走、障害走。アジアクロスカントリー選手権シニア団体金メダリスト。

## 経歴
高校1年から陸上種目3000m障害の競技を始め、高校3年のときには全国高等学校総合体育大会（インターハイ）で入賞。
城西大学では箱根駅伝に3回出場し、関東学生陸上競技対校選手権大会（関東インカレ）4連覇などを果たす。
愛三工業入社後、アジア陸上競技選手権大会やアジア競技大会、世界クロスカントリー選手権大会に日本代表として出場するほか、全日本実業団対抗駅伝競走大会にも出場。
2021年に開催された2020年東京オリンピック陸上男子3000m障害では予選3組12着となり決勝には進めなかった。

## 主な記録
| 年     | 大会                         | 種目       | 順位    | 備考             |
| ------ | ---------------------------- | ---------- | ------- | ---------------- |
| 2010年 | 世界ジュニア陸上選手権       | 3000mSC    | 5位     |                  |
| 2011年 | 第87回箱根駅伝               | 4区        | 4位     | 城西大学11位     |
| 2012年 | 第88回箱根駅伝               | 4区        | 4位     | 城西大学6位      |
| 2016年 | 第100回日本陸上選手権        | 3000mSC    | 3位     |                  |
| 2017年 | 都道府県対抗男子駅伝         | 3区        | 区間2位 | 愛知県3位        |
|        | クロスカントリー日本選手権   | シニア12km | 3位     |                  |
|        | 第101回日本陸上選手権        | 3000mSC    | 3位     |                  |
|        | アジア陸上選手権             | 3000mSC    | 5位     |                  |
|        | 全日本実業団陸上選手権       | 3000mSC    | 2位     |                  |
| 2018年 | ニューイヤー駅伝             | 1区        | 8位     | 愛三工業10位     |
|        | 都道府県対抗男子駅伝         | 3区        | 区間7位 | 愛知県18位       |
|        | クロスカントリー日本選手権   | シニア10km | 2位     |                  |
|        | アジアクロスカントリー選手権 | シニア12km | 4位     | 日本団体金メダル |
|        | アジア競技大会               | 3000mSC    | 9位     |                  |
|        | IAAFコンチネンタルカップ     | 3000mSC    | 5位     | DNF              |
| 2019年 | アジア選手権大会             | 3000mSC    | 6位     |                  |
|        | 第103回日本陸上選手権        | 3000mSC    | 4位     |                  |
| 2020年 | ニューイヤー駅伝             | 1区        | 9位     | 愛三工業6位      |
|        | 第104回日本陸上選手権        | 3000mSC    | 優勝    |                  |
| 2021年 | 第105回日本陸上選手権        | 3000mSC    | 2位     | 東京五輪出場決定 |